# 紋秧雞屬
紋秧雞屬（学名：Gallirallus）为秧鸡科的一个属，本属按照世界鸟类学家联合会IOC鸟类名录目前只包括紐西蘭秧雞（Gallirallus australis），但在此前的分类及Clements等其它分类系统中包含更多物种，还有若干化石物种。